# Gräppelensee
Der Gräppelensee liegt im oberen Toggenburg nordwestlich oberhalb des Dorfes Unterwasser in der Gemeinde Wildhaus-Alt St. Johann im schweizerischen Kanton St. Gallen.

## Beschreibung
Der flache See liegt in einer langgezogenen, von Westen nach Osten verlaufenden Mulde zwischen dem Mittelberg im Süden und dem Lütispitz im Norden in einem geschützten Flachmoorgebiet. 
Er ist nur zu Fuss erreichbar, die Alpstrasse ist mit einem Fahrverbot belegt.
Wanderwege führen in mehrere Dörfer des Toggenburgs, auf den Säntis und über den Windenpass auf die Schwägalp. 
Im Gräppelensee kann gebadet werden; am Nordufer befindet sich ein Holzsteg. 
Am Ostufer steht ein Picknickplatz mit Feuerstelle zur Verfügung. 
Fischen ist nur unter Auflagen erlaubt.
Der See ist Laichgebiet für zahlreiche Amphibien und Heimat des Pferdeegels sowie einer der wenigen Lebensräume der Kleinen Teichrose in der Schweiz.

## Klima
Westlich des Gräppelensees befindet sich bei der Alp Hintergräppelen in einer Senke zwischen dem Gupf und Oberstofel der vermutlich kälteste Ort der Ostschweiz. Der Rekord liegt bei −38,2 Grad. Selbst im Sommer kann die Temperatur unter den Gefrierpunkt sinken.

## Name
Der Name «Gräppelen» lässt sich aus dem vorromanischen Crap (=Fels) sowie dem alemannischen –ila herleiten; ein Beispiel rätoromanisch-alemannischer Sprachsymbiose. Der Name dürfte sich auf den felsigen Mittelberg unmittelbar im Südwesten des Sees beziehen.

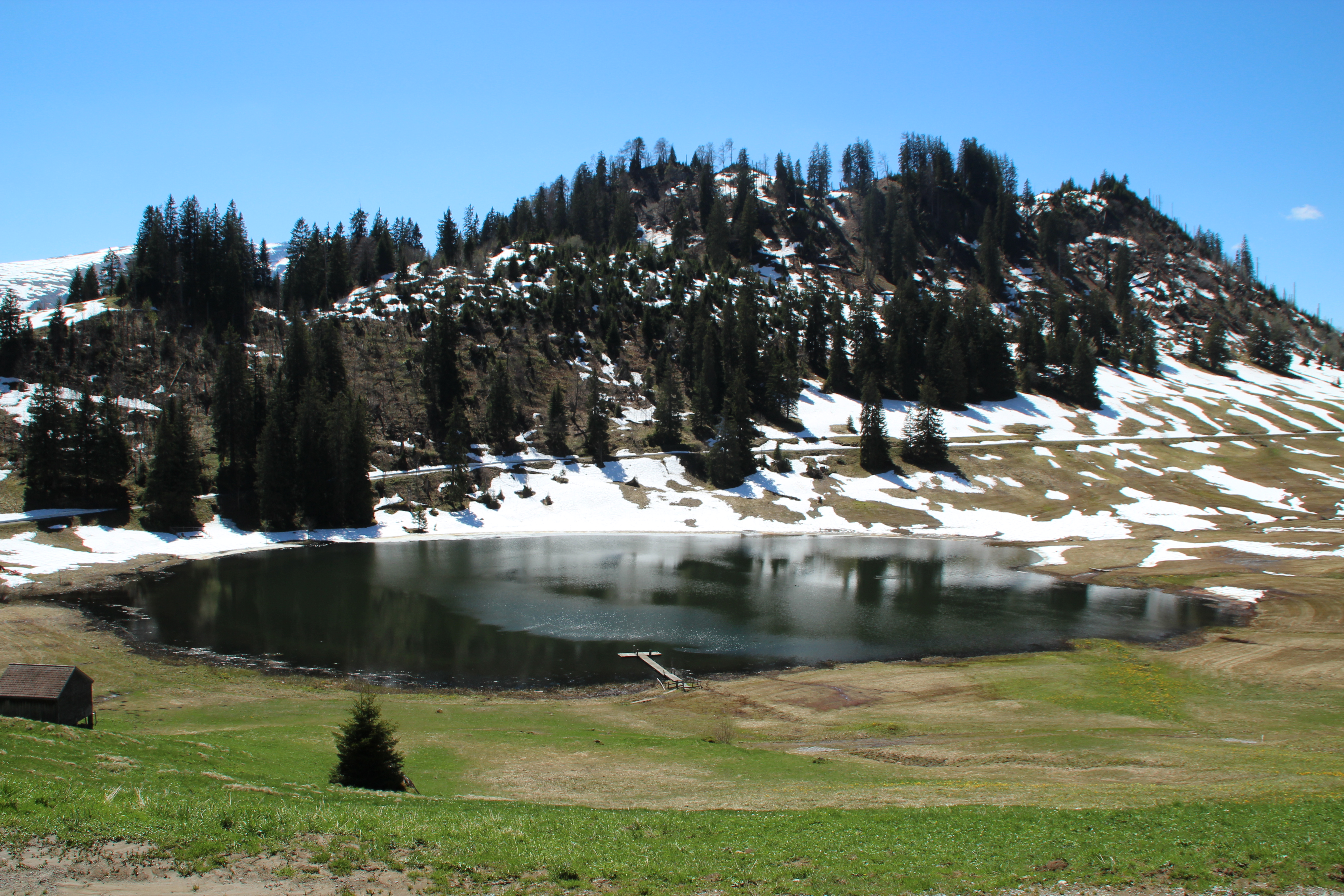
Der felsige Mittelberg im Hintergrund des Gräppelensees
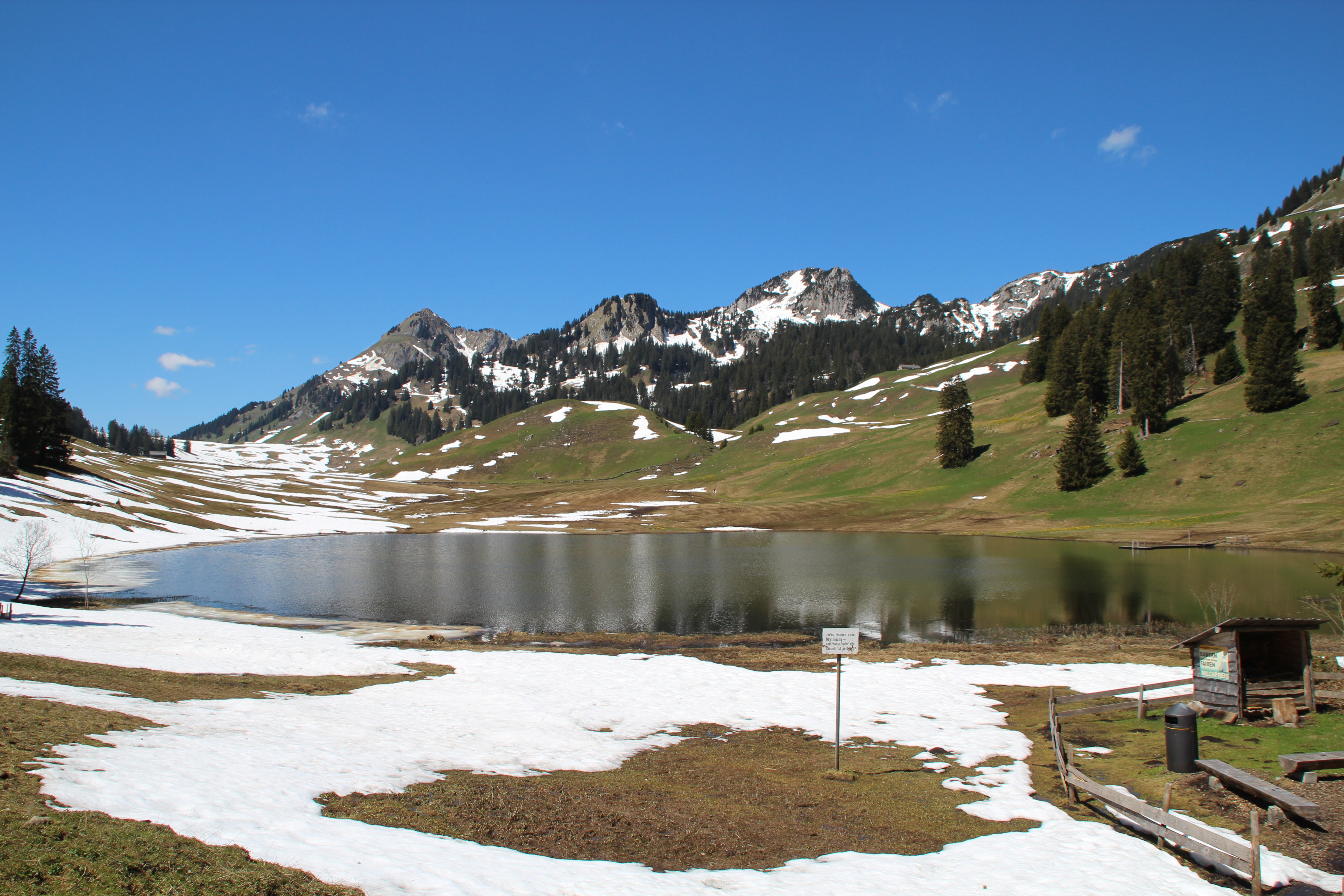
Blick über den Gräppelensee nach Westen

## Sage
Die Sage vom Gräppelensee erzählt die Geschichte eines Mädchens, das der Versuchung widersteht, mit dem Teufel seine Seele gegen einen kostbaren Schatz zu tauschen.

## Flugzeugabsturz
Am 28. April 1944 stürzte um 1.15 Uhr ein englischer Bomber des Typs Avro Lancaster oberhalb des Gräppelensees ab. Die Schweizer Flugabwehr und ein deutscher Jäger hatten versucht, ihn abzuschiessen; wer die Maschine traf, ist unklar. Das Flugzeug begann in der Luft zu brennen, explodierte und stürzte in den Hang. Von der achtköpfigen Besatzung konnten sich zwei Mann mit dem Fallschirm retten, die anderen sechs kamen ums Leben. An der Unfallstelle erinnert eine Gedenktafel an den Absturz.

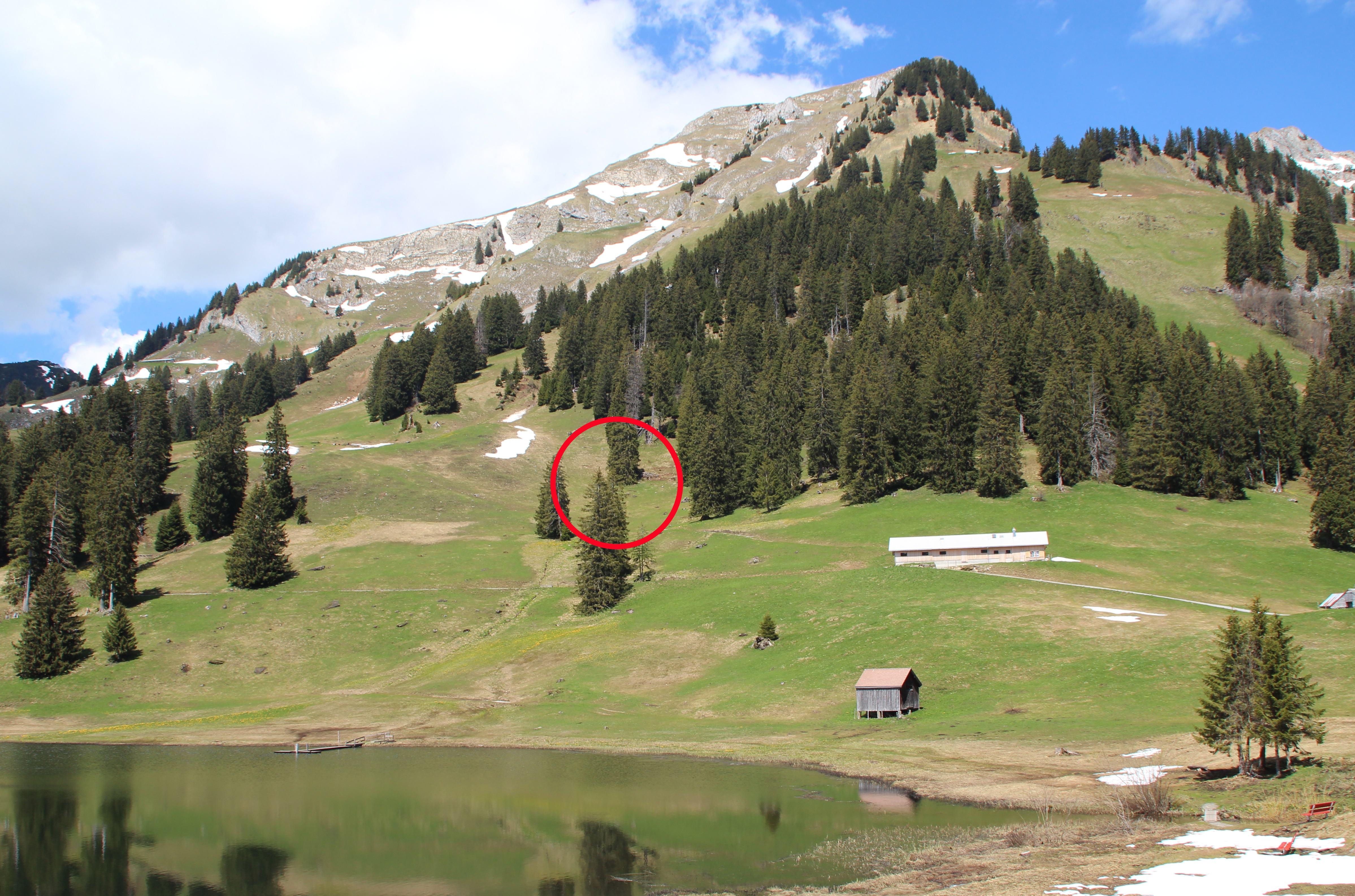
Absturzstelle
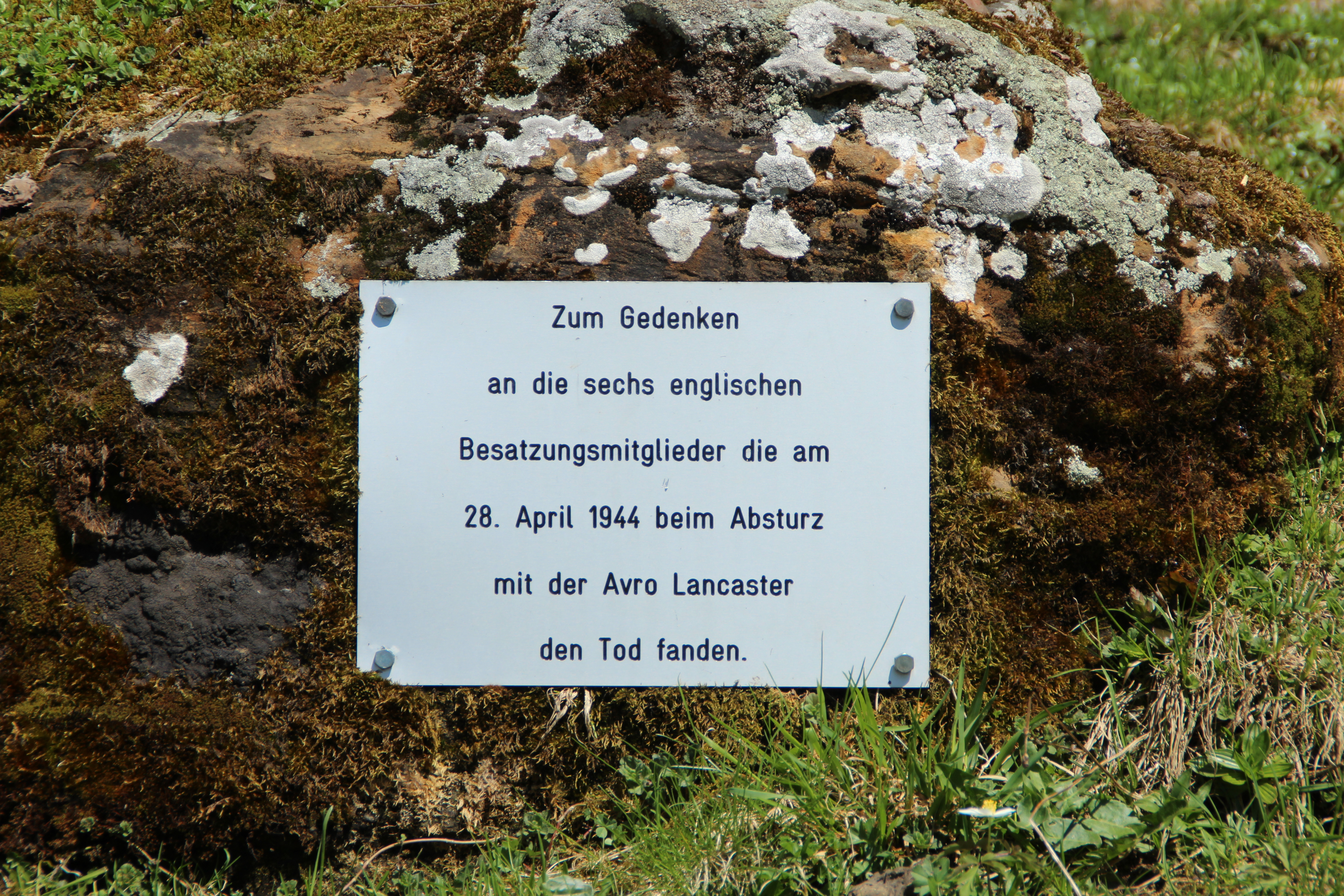
Gedenktafel